# Język nuosu
Język nuosu – jeden z wielu języków używanych przez lud Yi w Chinach. Uznawany za prestiżowy, jako jedyny z nich jest nauczany w szkołach. Należy do rodziny tybeto-birmańskiej. Posługuje się odrębnym systemem pisma, tzw. pismem yi, które używane jest przez szamanów oraz w tekstach naukowych.